# Imogolita
La imogolita és un mineral de la classe dels silicats. Rep el seu nom del terme japonès Imogo, el sól groc marronós de la cendra volcànica en el qual es troba.

## Característiques
La imogolita és un silicat de fórmula química Al₂SiO₃(OH)₄. Va ser descrita l'any 1962 i rebutjada per l'Associació Mineralògica Internacional, però el nom d'Imogolita va ser aprovat pel Comitè de Nomenclatura AIPEA en la seva reunió a Tòquio de l'any 1970. Les seves partícules nanomètriques tenen una morfologia de tipus tub. És una espècie relacionada amb l'al·lòfana.
Segons la classificació de Nickel-Strunz, la imogolita pertany a «09.ED: Fil·losilicats amb capes de caolinita, compostos per xarxes tetraèdriques i octaèdriques» juntament amb els següents minerals: dickita, caolinita, nacrita, odinita, hal·loysita, hisingerita, hal·loysita-7Å, amesita, antigorita, berthierina, brindleyita, caryopilita, crisòtil, cronstedtita, fraipontita, greenalita, kel·lyïta, lizardita, manandonita, nepouïta, pecoraïta, guidottiïta, al·lòfana, crisocol·la, neotocita, bismutoferrita i chapmanita.

## Formació i jaciments
Va ser descoberta a Uemura, a la prefectura de Kumamoto, dins la regió de Kyūshū, al Japó. També al Japó se n'ha trobat a Fukaiwa, a la ciutat de Kanuma, dins la prefectura de Tochigi, a la regió de Kanto. També ha estat descrita a la mina Guoshan, al districte de Tong'an de la prefectura de Xiamen, a la província de Fujian (República Popular de la Xina); i a dos indrets dels Estats Units: l'estat de Nova York i l'illa de Maui, a l'arxipèlag de les Hawaii.